# Astragalus tulinovii
Astragalus tulinovii är en ärtväxtart som beskrevs av Boris Fedtjenko. Astragalus tulinovii ingår i släktet vedlar, och familjen ärtväxter. Inga underarter finns listade i Catalogue of Life.